# 城关镇 (施秉县)
城关镇，是中华人民共和国贵州省黔东南苗族侗族自治州施秉县下辖的一个乡镇级行政单位。

## 行政区划
城关镇下辖以下地区：
中沙社区、城东社区、河滨社区、东门社区、西正社区、平宁社区、城南社区、文化社区、鼓楼社区、城中社区、沙坪村、下翁哨村、小河村、伍旗村、甘溪村、新桥村、白塘村、建国村、新红村、大塘村、上翁哨村和云台村。